# Zwischen den Bächen

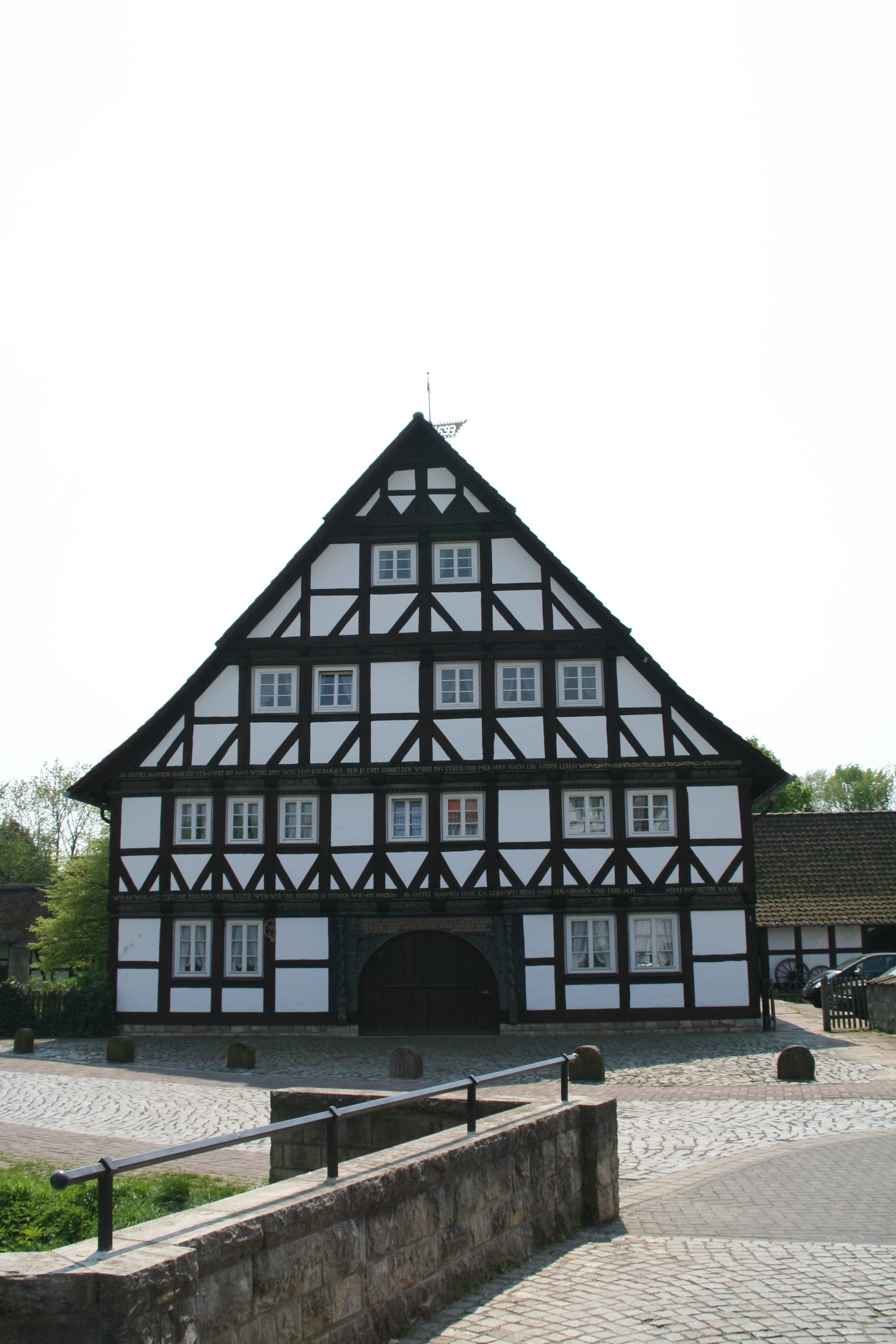
Das Warbsenhaus (Zwischen den Bächen 1)

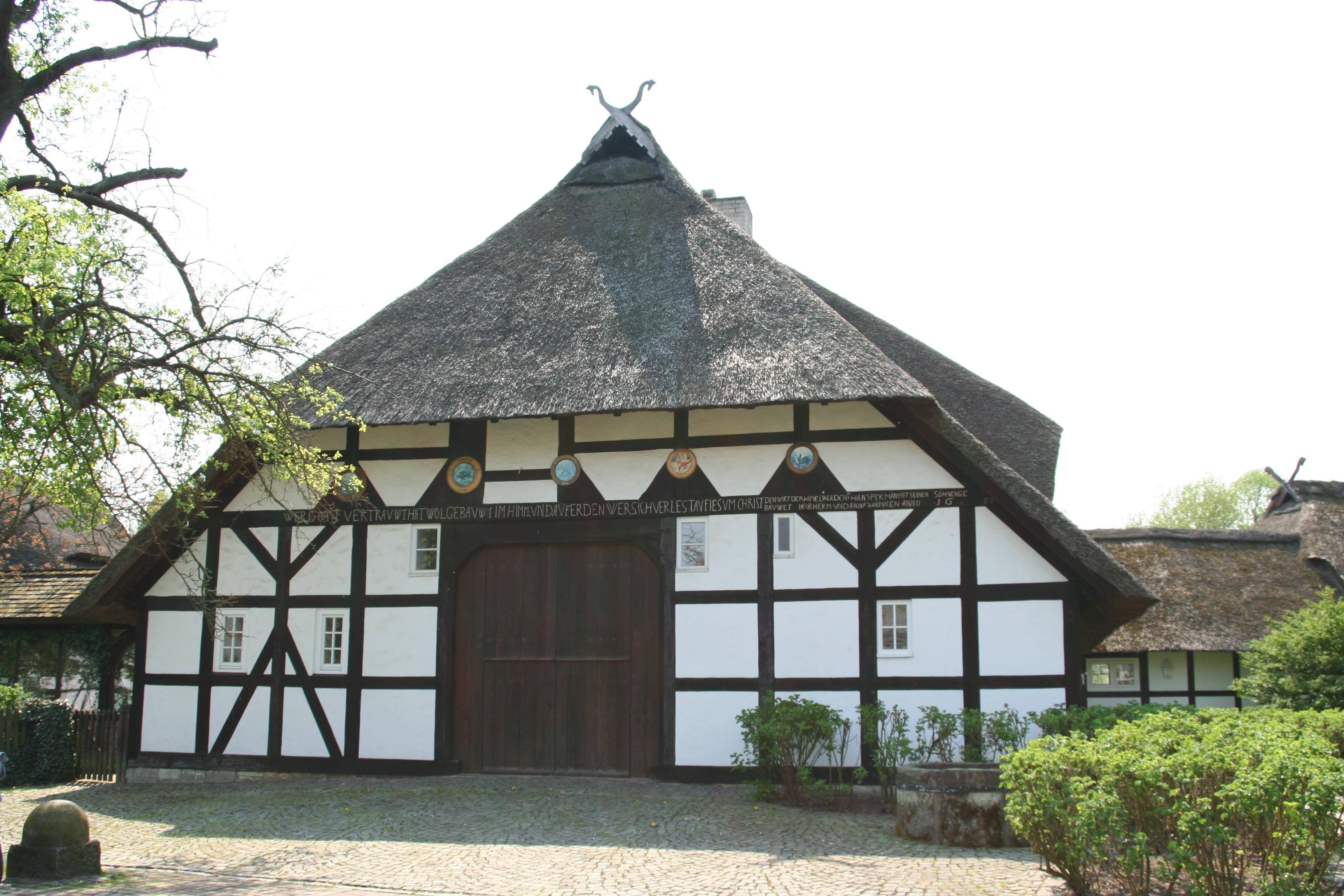
Das Parsauhaus

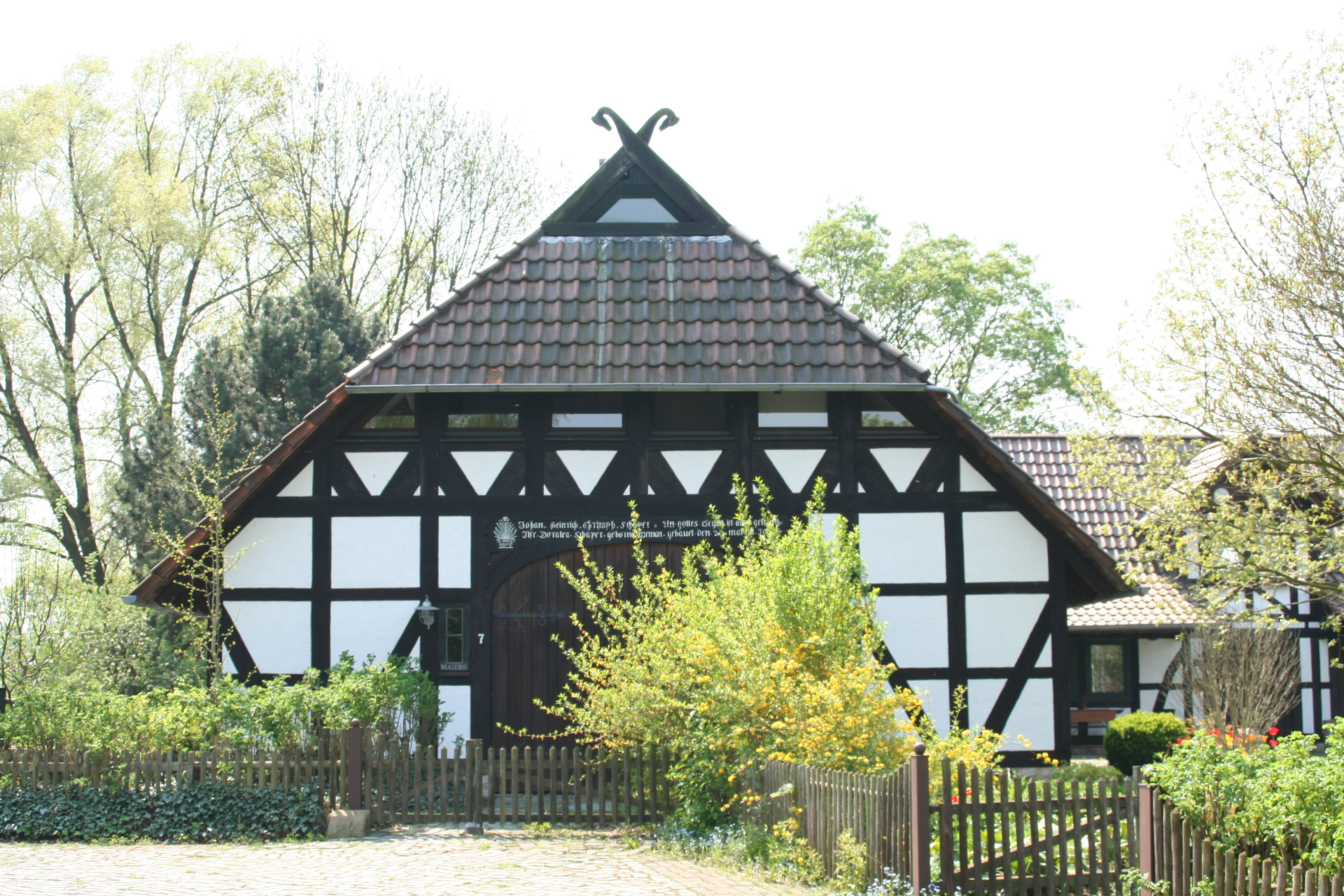
Das Hohnebostelhaus

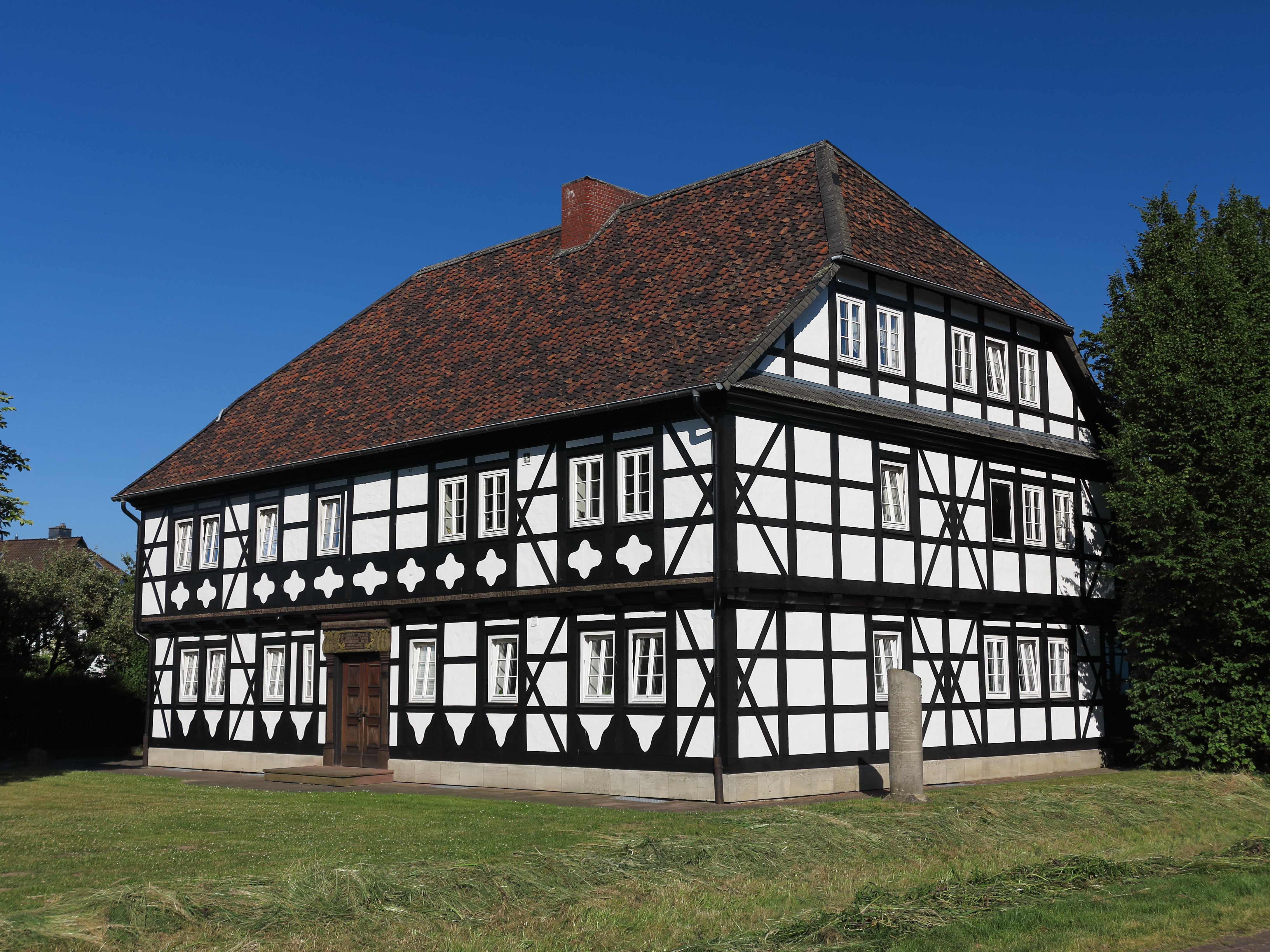
Das Lewehaus

Zwischen den Bächen ist eine Straße im Braunschweiger Stadtteil Riddagshausen zwischen Wabe und Alter Mittelriede. An ihr wurden in den 1970er Jahren auf Privatinitiative historische Bauernhäuser aus Fachwerk wieder aufgebaut, die teils aus dem Braunschweiger Land nach Riddagshausen versetzt wurden. Dieses Ensemble aus Fachwerkhäusern wird auch Bauernhaussiedlung genannt.

## Geschichte
Die 1968 gegründete „Bürgerschaft Riddagshausen mit Freundeskreis e. V.“ setzte sich für die Verschönerung des Ortsbildes und den Erhalt alter Gebäude ein. In den 1970er Jahren entstand die Idee Riddagshausen durch den Wiederaufbau alter Fachwerkhäuser zu verschönern. Unter der Leitung des Unternehmers Richard Borek senior und später von Henning Borek wurden bis 1980 durch die Bürgerschaft mehrere alte Bauernhäuser aus der Umgebung nach Riddagshausen versetzt. Die teilweise baufälligen Gebäude sollten so erhalten bleiben, wurden fachmännisch zerlegt und um die Straße Zwischen den Bächen meist originalgetreu wieder aufgebaut.
Südwestlich der Straße Zwischen den Bächen wurde zudem auf der Lünischhöhe eine Bockwindmühle aus Remlingen umgesetzt, die im September 1979 eingeweiht wurde und nach der letzten braunschweigischen Herzogin Victoria Luise benannt wurde. Die Erhaltung dieser Mühle übernahm ebenfalls die Bürgerschaft. Sie wurde ursprünglich 1836 in Remlingen erbaut und ist heute eine betriebsfähige Schaumühle mit technischer Grundausstattung, einem Steingang, einem Aufzug und Segelflügeln. Sie wurde von 2007 bis 2008 restauriert.
Darüber hinaus wurden auch ein paar alte Brücken in die nähere Umgebung umgesetzt.

## Bauwerke
- Das Warbsenhaus in Zwischen den Bächen 1 ist ein Kulturdenkmal und wurde 1693 im Weserdorf Warbsen errichtet. 1971 wurde es nach Riddagshausen versetzt. In dem aufwändig gestalteten Portal befindet sich die Inschrift: „In Gottes Nahmen gehe ich aus reigiere Ogott mein ganzes Haus dazu mein Weib und Kinder leie las dir Ogott befohlen sein. Hans Boker Cattrina Maria Henzen. Den 26 Septembris Anno 1693.“
- Das Kulturdenkmal Parsauhaus (Zwischen den Bächen 3) wurde 1655 erbaut. Das aus Parsau stammende Bauwerk wurde 1974 nach Riddagshausen umgesetzt. Das Hallenhaus mit Reetdach besitzt Giebelschmuck in Form von Pferdeköpfen. Das Parsauhaus besitzt einen Anbau und ist heute durch einen Gang mit dem Wendeburger Haus verbunden.
- Das Wendeburger Haus (Zwischen den Bächen 5) wurde um 1570 errichtet. Der Zweiständerbau wurde als Wohn- und Wirtschaftsgebäude genutzt und trug die Bezeichnung Hof Nr. 13. 1972 wurde es von Wendeburg nach Riddagshausen umgesetzt und in veränderter Form wiederaufgebaut. Der Ziegelanbau wurde im Fachwerkstil errichtet, neue Fenster und Tore eingebaut und das Dach, das nur noch teilweise mit Reet bedeckt war, erhielt auf dem ganzen Bauwerk Reet. Der Giebel trägt Pferdeköpfe.
- Das Hohnebostelhaus (Zwischen den Bächen 7) wurde 1977 von Hohnebostel nach Riddagshausen versetzt. Es besitzt Pferdeköpfe als Giebelschmuck.
- Das Bergfeldhaus in Zwischen den Bächen 9 ist ein Kulturdenkmal. Es wurde 1790 gebaut und 1975 von Bergfeld nach Riddagshausen umgesetzt. Es hat ein Reetdach und Giebelschmuck in Form von Pferdeköpfen.
- Gegenüber dem Warbsenhause in Am Kreuzteich 1 steht das Lewehaus. Es wurde 1979 von Liebenburg nach Riddagshausen versetzt. Über der Tür findet sich die neuzeitliche Inschrift „Richard Borek et Ingeborg Lampe fieri fecerunt 1979“.